# Dicranoptycha breviterebra
Dicranoptycha breviterebra är en tvåvingeart som beskrevs av Alexander 1960. Dicranoptycha breviterebra ingår i släktet Dicranoptycha och familjen småharkrankar.
Artens utbredningsområde är Madagaskar. Inga underarter finns listade i Catalogue of Life.